# Paroikia
Paroikià (in greco Παροικιά?) è la capitale ed il principale porto dell'isola di Paro, nel comune di Paro. È, insieme a Naoussa, una delle più popolate e frequentate mete dell'isola e gode di un'intensa vita notturna che la rende un importante centro turistico.
È situata sul lato occidentale dell'isola e conta circa 4.500 abitanti.

## Storia
La storia della città inizia nell'antichità (come mostrato dai numerosi monumenti dislocati in tutto il territorio). Il porto offriva una grande protezione per la flotta, il che permise a Paroikià di acquisire una certa potenza marittima. Ma per molto tempo la storia della città non è distinguibile da quella dell'isola nel suo insieme.
Manto Mavrogenous, l'eroina della guerra d'indipendenza greca (1821–29), era originaria di Mykonos e morì a Paroikia. Si può vedere una sua statua commemorativa nella città.
Il 26 settembre 2000 il traghetto Express Samina si danneggiò entrando nel porto. Per questo incidente morirono 82 persone.

## Da vedere

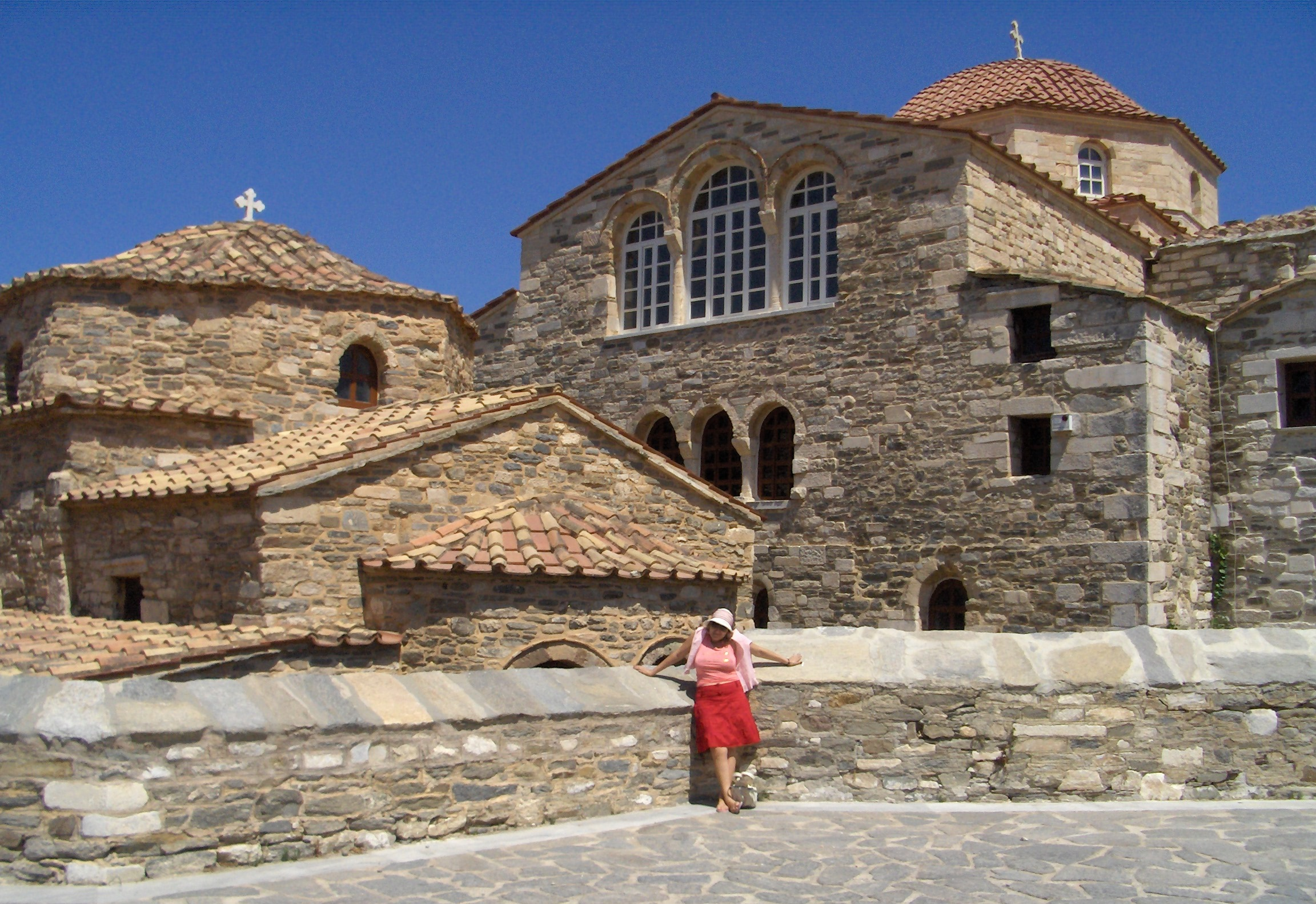
Chiesa della Madonna di Katapoliani

- Basilica della Madonna di Katapoliani, il più importante monumento della città, il cui nome significa "la chiesa dalle 100 porte". La costruzione di questo complesso ecclesiastico è iniziata verso la metà del sesto secolo per l'intervento dell'imperatore bizantino Giustiniano. La chiesa sorgeva sulle rovine dell'antico ginnasio e di un precedente edificio cristiano del quarto secolo. Oggi è interessante per i numerosi affreschi sulle parenti e per il museo ecclesiastico.

Nel centro storico della città si trovano numerosi edifici pubblici in stile neoclassico:
- Museo archeologico
- mercato cittadino, prossimo al porto
- castello Frankish, sorto nell'antica agorà per esigenze difensive, costruito con materiale recuperato dagli antichi edifici di età ellenistico-romana.